# Montmorency River

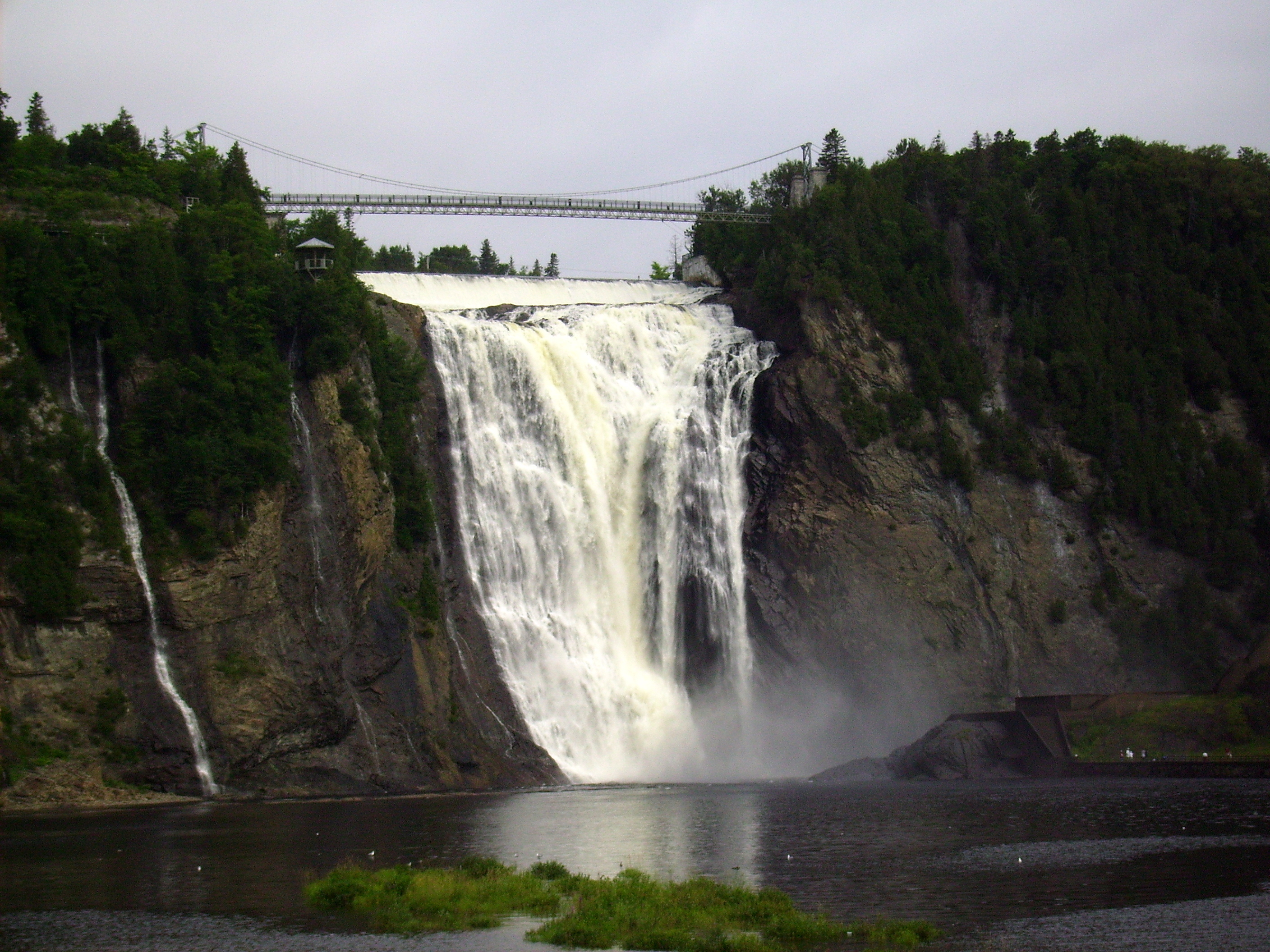
Chute Montmorency

Rivière Montmorency (franska) eller Montmorency River (engelska) är en västlig biflod till Saint Lawrencefloden i Kanada, omkring 100 kilometer lång.
Montmorency är rik på vattenkraftverk och vid mynningen 13 km öster om Québec ligger Chute Montmorency, ett 82 meter högt vattenfall, utbyggt med vattenkraftverk.